# Bora-Bora
Bora-Bora – wyspa na Oceanie Spokojnym, koralowy atol otaczający powulkaniczny stożek, w Polinezji Francuskiej, na Wyspach Pod Wiatrem w archipelagu Wysp Towarzystwa, na północny zachód od Tahiti.

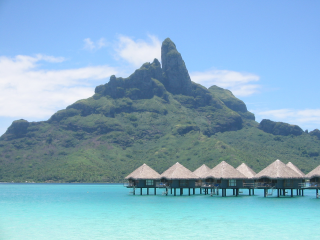
Góra Otemanu na Bora-Bora

Centralna, wulkaniczna wyspa ma powierzchnię 21,9 km². Znajdują się na niej dwa szczyty: Pahia 661 m n.p.m. oraz Otemanu 727 m n.p.m. Wyspa centralna leży w lagunie otoczonej pierścieniem mniejszych wysp i raf koralowych; w zachodniej części laguny położone są dwie mniejsze wyspy pochodzenia wulkanicznego – Toopua i Toopua Iti. Łączna powierzchnia Bora-Bora to 38 km².
Zamieszkana przez Polinezyjczyków około III w. n.e., a dla Europy odkryta przez holenderskiego żeglarza Jacoba Roggeveena w roku 1722. Później w roku 1769 przepływał obok, a w roku 1777 zakotwiczył angielski żeglarz i odkrywca James Cook. Pierwszym europejskim mieszkańcem był James Connor – rozbitek z wielorybniczego statku w roku 1792.
W kwietniu 1888 roku wyspa została zaanektowana przez Francję, później weszła w skład Polinezji Francuskiej. W czasie II wojny światowej na Bora-Bora znajdowała się amerykańska baza morska i lądowa z 6 tysiącami żołnierzy. W tym czasie zbudowano na atolu lotnisko, obecnie port lotniczy Bora Bora, obsługujący ruch turystyczny, będący jednym z głównych źródeł dochodów ludności. Ponadto wyspa jest centrum hodowli czarnych pereł.
Bora-Bora po raz pierwszy pojawiła się w literaturze w powieściach Pierre’a Loti i od tego czasu często stanowiła tło m.in. „polinezyjskich romansów”. Np. służyła za pierwowzór amerykańskiemu pisarzowi Jamesowi Michenerowi do opisu idyllicznej wyspy w książce Tales of the South Pacific (pol. „Opowieści Południowego Pacyfiku”), traktuje o niej także amerykański musical Rodgersa i Hammersteina South Pacific (pol. „Południowy Pacyfik”) z 1949 roku.

## Galeria

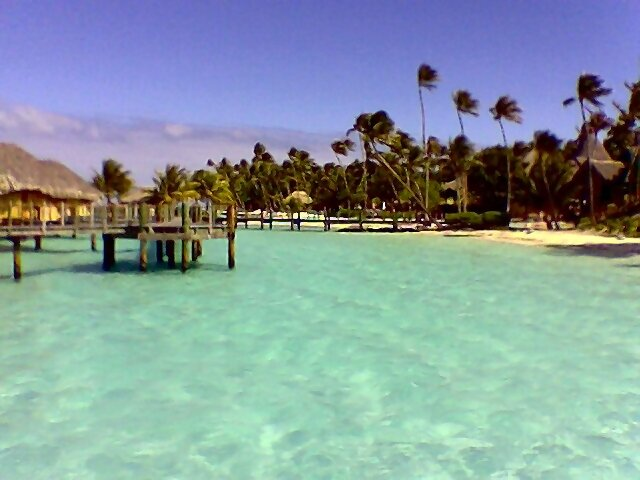
Plaża perlista
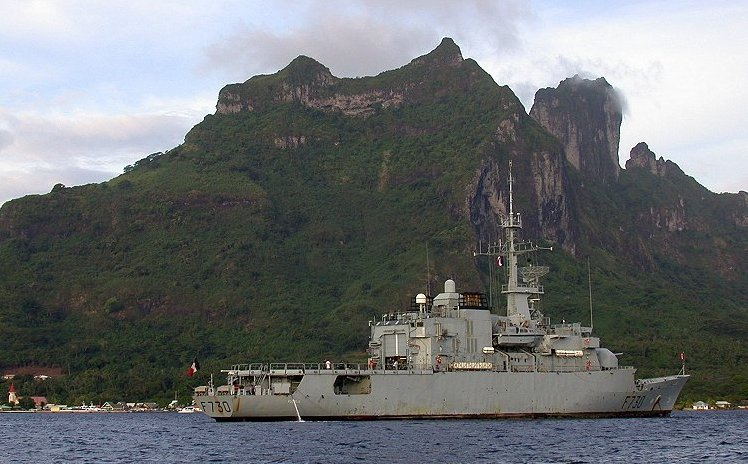
Fregata francuska „Floréal” na wodach laguny Bora-Bora